# هيرويوكي يوشيدا
هيرويوكي يوشيدا (باليابانية: 吉田博之) (و. 1960 – م) هو لاعب كرة قاعدة، من اليابان، ولد في يوكوهاما.

## روابط خارجية
- هيرويوكي يوشيدا على موقع الدوري الياباني لكرة القاعدة (الإنجليزية)
- هيرويوكي يوشيدا على موقعبيزبول رفرنس.كوم (الدوري الثانوي) (الإنجليزية)